# Liesje Schreinemacher

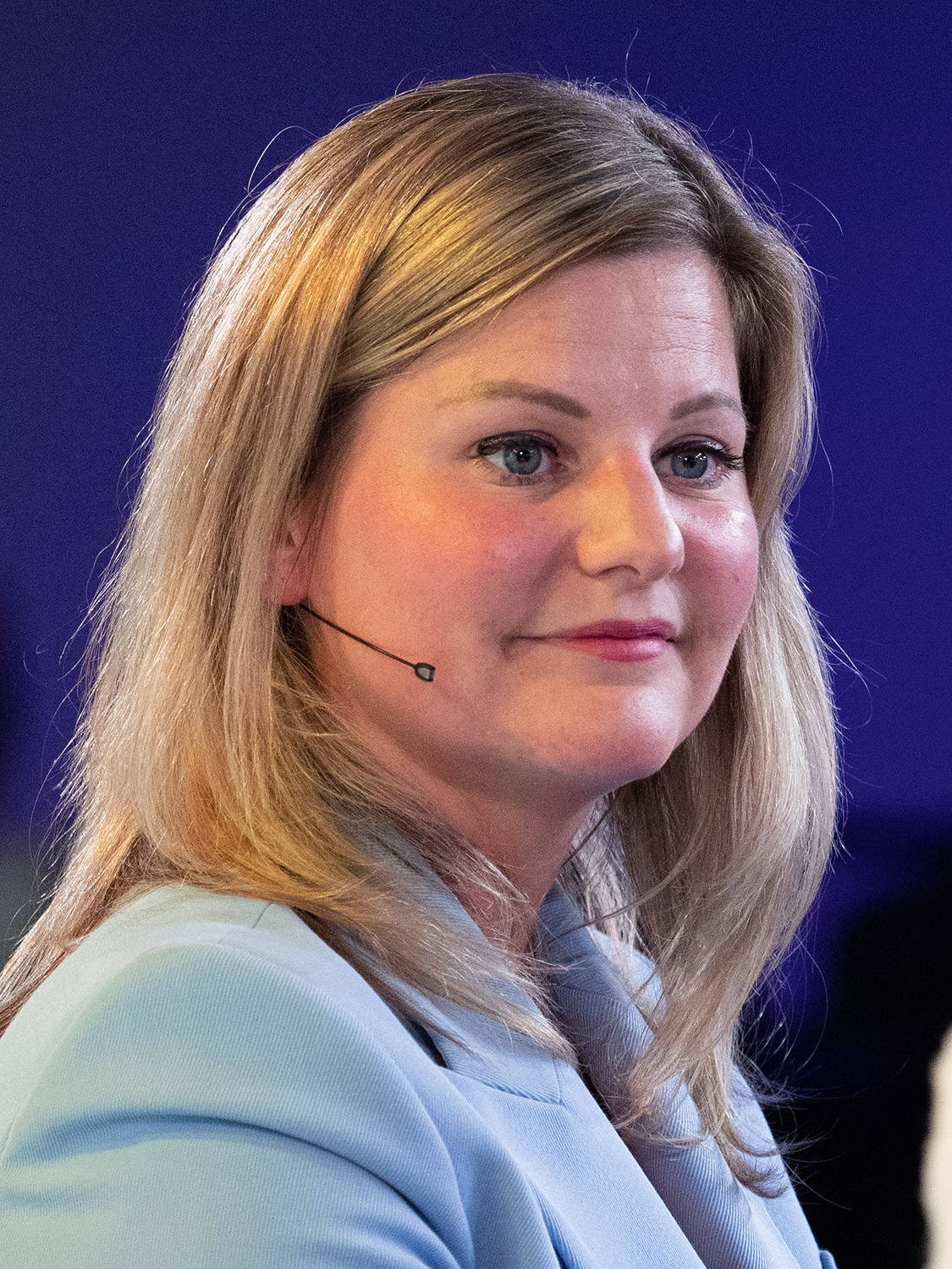
Liesje Schreinemacher (2022)

Elisabeth „Liesje“ Schreinemacher (geboren am 13. Mai 1983 in Rotterdam) ist eine niederländische Juristin und Politikerin (VVD). Seit Januar 2022 ist sie Ministerin für Außenhandel und Entwicklungszusammenarbeit im Kabinett Rutte IV.

## Leben

### Ausbildung und berufliche Karriere
Schreinemacher wurde am 13. Mai 1983 in Rotterdam geboren und wuchs dort auch auf. Nach ihrer Schulausbildung am Gymnasium Erasmianum studierte sie von 2002 bis 2008 Kommunikationswissenschaften auf B.A. und M.A. an der Universität Amsterdam mit Auslandsaufenthalten an der University of San Francisco und der Sciences Po. Anschließend studierte sie von 2009 bis 2012 Rechtswissenschaften an der Universität Amsterdam (auf Bachelor of Laws), dem sie einen Master of Laws an der Universität Leiden 2014/15 anschloss.
Von 2009 bis 2012 war Schreinemacher als Parlamentassistentin der niederländischen Parlamentsabgeordneten Johan Remkes und Jeanine Hennis-Plasschaert (beide VVD) tätig. Anschließend arbeitete sie als wissenschaftliche Mitarbeiterin im niederländischen Verteidigungsministerium bis 2016. Von 2016 bis 2019 war sie als Rechtsanwältin für verschiedene Anwaltskanzleien in den Bereichen des Bau- und Vergaberechts tätig.

### Politik
Schreinemacher ist Mitglied der Volkspartij voor Vrijheid en Democratie (VVD). Für die Europawahl 2019 nominierte ihre Partei sie für den fünften Listenplatz. Bei der Wahl gewann die VVD 14 Prozent und damit vier der 26 niederländischen Mandate. Aufgrund der vielen Vorzugsstimmen zog Schreinemacher dennoch direkt in das Parlament ein. Sie trat gemeinsam mit ihren Parteikolleginnen und -kollegen der neugegründeten liberalen Fraktion Renew Europe bei. Für die Fraktion war sie in der 9. Wahlperiode des Parlaments Mitglied im Ausschuss für internationalen Handel, von Juli 2019 bis Januar 2021 auch im Rechtsausschuss, dem sie danach als stellvertretendes Mitglied angehörte. Des Weiteren war sie auch stellvertretendes Mitglied im Ausschuss für Binnenmarkt und Verbraucherschutz sowie im September 2020 eingerichteten Sonderausschuss zu künstlicher Intelligenz im digitalen Zeitalter. Im Zuge ihrer Ernennung zur Ministerin legte sie ihr Abgeordnetenmandat nieder. Für sie rückte Catharina Rinzema ins Europaparlament nach.
Am 10. Januar 2022 wurde Schreinemacher zur Ministerin für Außenhandel und Entwicklungszusammenarbeit im vierten Kabinett Rutte ernannt.